# Perk Gedung Biara
Perk Gedung Biara is een bestuurslaag in het regentschap Aceh Tamiang van de provincie Atjeh, Indonesië. Perk Gedung Biara telt 1040 inwoners (volkstelling 2010).